# Коновалов Єлисей Федорович
Єлисей Федорович Коновалов (27 червня 1897, Смоленська губернія, тепер Смоленська область, Російська Федерація — 24 лютого 1961, місто Горький, тепер місто Нижній Новгород, Російська Федерація) — радянський діяч, 1-й секретар Івнянського районного комітету ВКП(б) Курської області, прокурор Курської області і міста Горького. Депутат Верховної Ради СРСР 1—2-го скликань (1937—1950).

## Біографія
Народився в селянській родині. У 1916—1917 роках служив у російській імператорській армії, учасник Першої світової війни.
З 1917 по 1922 рік — оперативний працівник органів Всеросійської надзвичайної комісії (ВЧК). З 1922 по 1924 рік служив у робітничо-селянській міліції.
Член ВКП(б).
З 1924 по 1935 рік — народний суддя; 1-й секретар Биховського районного комітету КП(б) Білорусі.
З 1937 року — 1-й секретар Івнянського районного комітету ВКП(б) Курської області.
З 29 жовтня 1939 по червень 1949 року — прокурор Курської області. З листопада 1941 по вересень 1943 року був військовим прокурором Курської області.
У листопаді 1949 — вересні 1950 року — слухач курсів перепідготовки прокурорів у Москві.
З вересня 1950 року — прокурор міста Горького.
Помер і похований в місті Горькому (Нижньому Новгороді).

## Звання
- батальйонний комісар
- державний радник юстиції 3 класу

## Нагороди
- орден Вітчизняної війни І ст.
- орден Червоної Зірки
- медалі